# Przedmieście św. Katarzyny w Toruniu

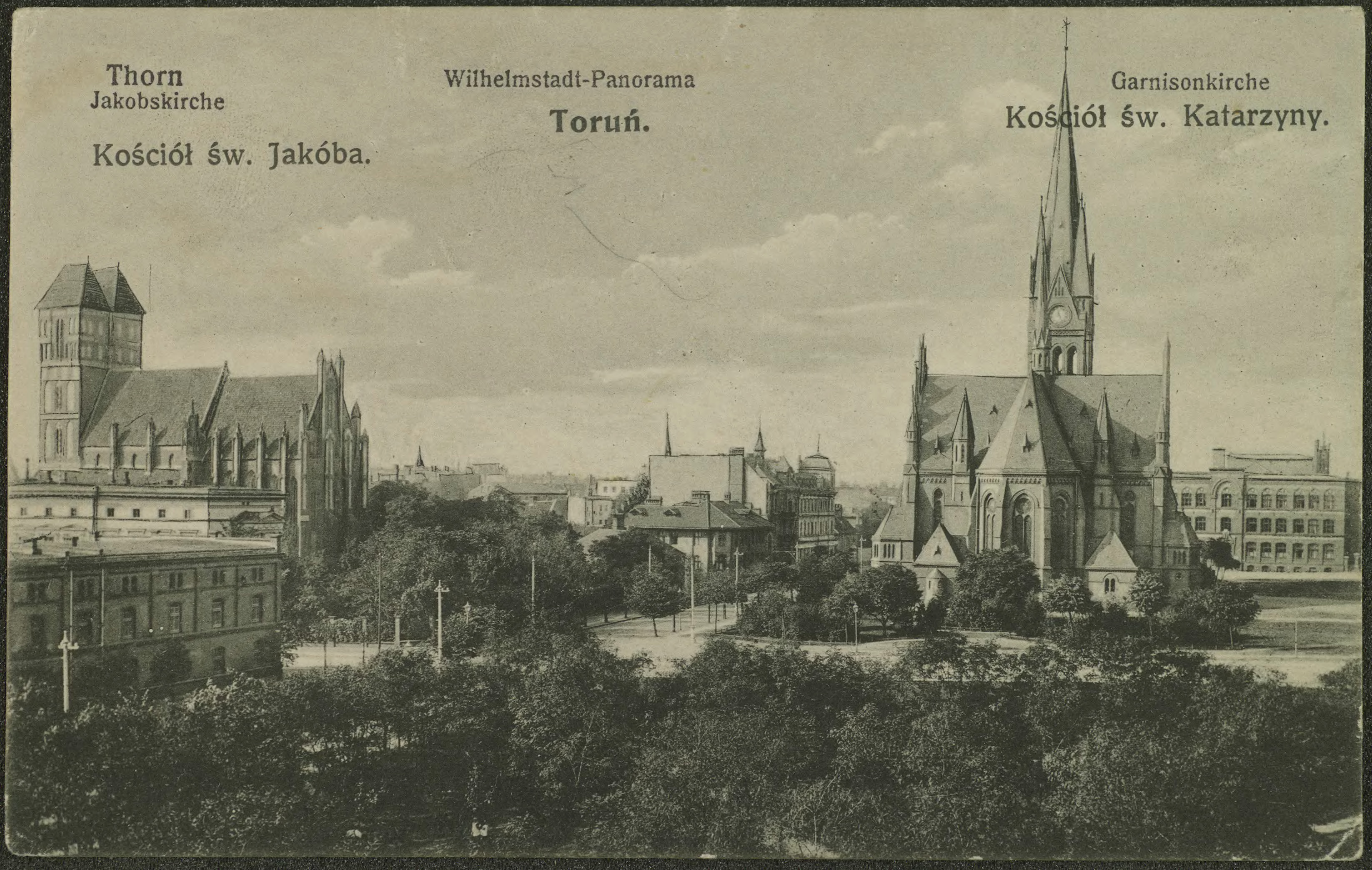
Pocztówka z ok. 1914 roku, przedstawiająca Wilhelmstadt

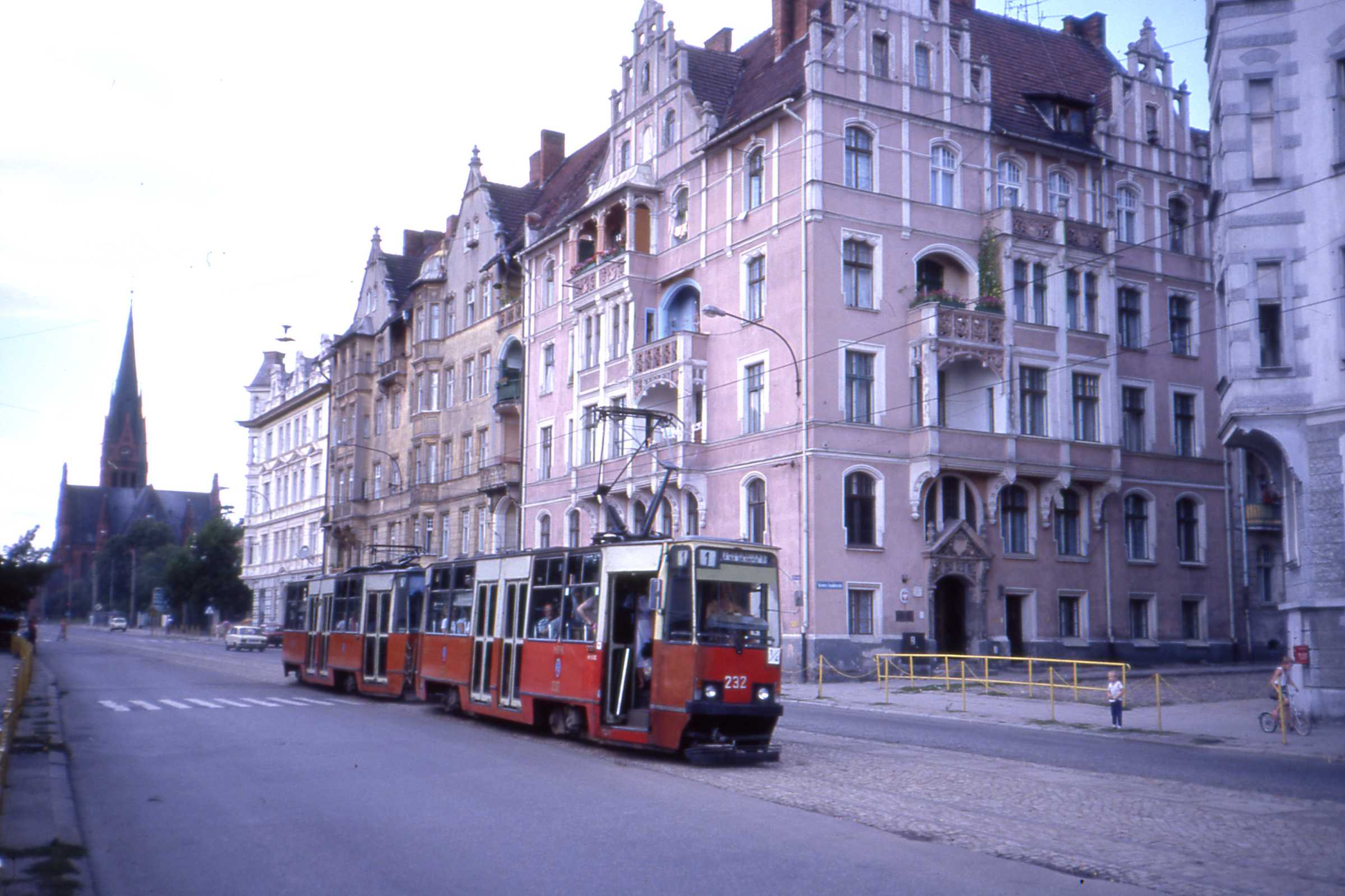
Ulica Warszawska – początek lat 90. XX w.

Przedmieście św. Katarzyny w Toruniu (Wilhemstadt) – część śródmieścia Torunia, zbudowana pod koniec XIX wieku. Do głównych ulic przecinających lub stanowiących granice Przedmieścia św. Katarzyny należy: Dąbrowskiego, Gregorkiewicza, Dobrzyńska, Skrzyńskiego, Piastowska, Jęczmienna, plac św. Katarzyny, Poniatowskiego, Kazimierza Jagiellończyka, plac 18 Stycznia, Szumana, Warszawska, Szpitalna, Wola Zamkowa, Jakuba, Wały gen. Sikorskiego. W zaborze pruskim główną ulicą była Wilhelmstrasse, ob. ul. Piastowska. Obecnie główną ulicą Przedmieścia jest ul. Warszawska.

## Historia
Idea rozbudowy Torunia w kierunku północno-wschodnim pojawiła się pod koniec lat 70. XIX wieku. Wcześniej na tym obszarze mieściło się słabo zurbanizowano Przedmieście Nowego Miasta. W 1884 roku Przedmieście włączono w granice Torunia. Prace przygotowawcze pod budowę Przedmieścia prowadził Urząd Królewskiej Fortyfikacji. Przedmieście miało służyć głównie wojsku oraz pracownikom kolei. Dwa wschodnie kwartały przeznaczono do celów mieszkalnych, w północnej zlokalizowano koszary, magazyny prowiantowe oraz budynki gospodarcze i administracyjne dla wojska. W 1888 roku zbudowano dworzec Toruń Miasto. Pod koniec lat 90. XIX wieku rozpoczęto budowę czteropiętrowych kamienic czynszowych. W północno-zachodniej części Przedmieścia, w okolicach domu Leona Szumana wybudowano szkołę średnią dla chłopców oraz rozbudowano szpital wojskowy. W 1894 roku w centrum placu rozpoczęto budowę kościoła garnizonowego. Poświęcony 21 grudnia 1897 roku kościół zdominował wygląd Przedmieścia. Projekt zagospodarowania Przedmieścia zakończono w 1903 roku.
W okresie międzywojennym Przedmieście św. Katarzyny zamieszkali głównie urzędnicy i wojskowi. W następnych latach najliczniejszą grupą społeczną byli rzemieślnicy.

## Wybrane obiekty
- kościół św. Katarzyny – zbudowany w latach 1894–1897[7][8]
- dworzec kolejowy Toruń Miasto – oddany do użytku w 1888 roku[6]
- kamienica przy pl. św. Katarzyny 4 – siedziba Studia Pomorskiej Rozgłośni Polskiego Radia[1]
- kamienica przy pl. św. Katarzyny 5[1]
- kamienica przy pl. św. Katarzyny 7[1]
- dawna Szkoła Średnia dla Chłopców przy pl. św. Katarzyny 8[1]
- kamienica przy ul. Warszawskiej 2 – zbudowana w latach 1896–1897[1]
- kamienica przy ul. Warszawskiej 8 – zbudowana w 1898 roku[1], w latach 1942–1945 Sztab Komendy Okręgu Pomorze Armii Krajowej[10]
- Dom Żołnierza przy ul. Warszawskiej 11 – oddany do użytku w 1933 roku[1]
- pomnik generała Józefa Hallera – położony u zbiegu pl. św. Katarzyny i ul. Piastowskiej, odsłonięty 13 sierpnia 2012 roku[1]
- pomnik Matki Boskiej Królowej Korony Polskiej – położony przed kościołem, odsłonięty 3 maja 1927 roku[1]
- pomnik ku czci dowódców Okręgu Pomorskiego ZWZ-AK – położony za kościołem, odsłonięty 27 września 2008 roku[1]
- dom rodziny Szumanów przy ul. Leona Szumana 2[1]
- dawny Inspektorat Kolei Królewskiej przy pl. 18 Stycznia 4[1]
- kamienica przy ul. Kazimierza Jagiellończyka 4[1]
- Muzeum Twierdzy Toruń przy ul. Wały gen. Sikorskiego 23/25[1]
- Schron podwalniowy „Bateria Dobrzyńska” przy ul. Wały gen. Sikorskiego 26/28[1]
- dawne koszary Kaszownika przy ul. Wały gen. Sikorskiego 29[1]
- dawny szpital wojskowy przy ul. Dąbrowskiego 1[1]
- obszar dawnych koszar piechoty – mieści się w kwartale między ul. Dobrzyńska – pl. św. Katarzyny – ul. Gregorkieiwcza – ul. Wały gen. Sikorskiego, został zbudowany w latach 1880–1882[1]
- dwa domy dla wyższej kadry oficerskiej przy ul. Dobrzyńskiej 6 – zbudowane w 1905 roku[1]
- dawny Urząd Królewskiej Fortyfikacji przy ul. Wola Zamkowa 19[1]
- dawny Hotel Dworcowy przy ul. Piastowskiej 7[1]
- dom mieszkalny Funduszu Kwaterunku Wojskowego przy ul. Gregorkiewicza 9[1]